# Pašman (település)
Pašman (olaszul: Pasman) falu és község Horvátországban Zára megyében. Közigazgatásilag Banj, Dobropoljana, Kraj, Mrljane, Neviđane és Ždrelac települések tartoznak hozzá.

## Fekvése
Zárától légvonalban 22 km-re délkeletre, az azonos nevű sziget délkeleti felén, az északkeleti parton Babac szigetével szemben fekszik. Zárától és Biogradtól a Pašmani-csatorna választja el. Nagyszerű látvány nyílik innen a környező kis lakatlan szigetekre, melyek az őket felfedezni vágyó utazók kedvelt célpontjai. A településnek két homokos strandja és néhány kis kikötője van. A mediterrán éghajlat kedvez a gazdag flóra és fauna kialakulásának, a sokféle illatos és gyógyhatású növénynek, míg a Pašmani-csatornában számos kagyló- és halfaj él. A hat óránként változó irányú tengeri áramlatok az Adria egyik legtisztább vizű részévé teszik ezt a vidéket.

## Története
A régészeti leletek tanúsága szerint Pašman szigete már a történelem előtti időben is lakott volt. Ezt igazolják az illírek által épített várak, sírhalmok és temetők maradványai, valamint a Pašman, Neviđane és Banj települések közelében fekvő barlangokban talált leletek. A sziget illír nevét a délkeleti végében fekvő Tkon falu neve őrizte meg, mely a sziget rómaiak előtti Katan, Katun elnevezéséből származik. Első ismert lakói az illírek egyik törzse a liburnok voltak. Az ókorban még a szomszédos Ugljan szigetével összefüggő Pašman-szigetet már idősebb Plinius római író említi 79-ben „Lissa” néven. A sziget és egyben a település mai elnevezése szintén római eredetű és akkori birtokosának egy bizonyos Posturnusnak a nevéből alakult ki. Ebből a személynévből lett aztán később a birtok neve „Postumianum” vagy „Postumiana”, majd ebből „Postumiana insula”, azaz Pašman-sziget. A római korból épületmaradványok és kikötői berendezések maradványai találhatók Banj és Dobropoljana területén. A vízalatti régészeti leletek is megerősítik, hogy itt az ókorban fejlett hajózás volt. Ez leginkább a hajózási útvonalak mentén fekvő települések népességében látszik, melyek két legjelentősebbike Jadara és Enona volt, de rajtuk kívül a parti falvak sorának volt a hajók fogadására alkalmas kikötője.
A kora középkorban a szigetre érkező horvátok betelepülése valószínűleg békésen ment végbe, mivel az újonnan érkezők nemcsak magukba olvasztották az itt talált latin nyelvű lakosokat, hanem sok vívmányuk mellett a települések nevét (Pašman, Tkon és Banj) is átvették. A később keletkezett dokumentumok, adománylevelek, szerződések és végrendeletek nyilvánvalóvá teszik, hogy a szigeten Zára városának, püspökségének és polgárainak számos birtoka volt. Egy 806. augusztus 7-i dátummal keltezett oklevélből kiderül, hogy Donát zárai püspök plébániatemplomot szentelt fel Pašmanon. A 10. században Pašman a Bizánci Birodalom Dalmácia provinciájához tartozott, amelynek akkor Zára volt a székhelye. Ezt Bíborbanszületett Konstantin császár is megerősíti, amikor "De administrando imperio" című műve Dalmácia provinciáról szóló részének végén egészen Benvenutoig számba veszi az Adriai-tenger szigeteit, melyek között mint lakatlan szigetet megemlíti Pašmant is. Pašmant mint települést IV. Krešimir horvát király idejében 1076-ban említik először a közeli Tkonnal („in „Kutono”) együtt “in Pustimano” alakban a biogradi püspökséghez tartozó Szent János kolostor birtokai között. Miután 1102-ben Horvátország perszonálunióként a Magyar Királyság része lett a horvát tengeri haderő legyengült, mivel a magyar királyok nem tudtak, vagy nem akartak pénzt fordítani a fenntartására és ezt Velence egyből kihasználta. Ordelafo Faledro dózse már Kálmán király idejében 1115-ben megindította flottáját Zára felé. Kálmán az Álmos herceggel kitört fegyveres viszály miatt nem tudott erőt fordítani a tengermellék védelmére, mivel Zára és Biograd várain kívül nem volt a térségben királyi katonaság. A dózse a vár kivételével meg is szállta Zárát és Biogradot is, majd őrséget hagyva visszatért Velencébe. Ezen hadjárat alkalmával került velencei kézre Pašman szigete is. 1124-ben Kálmán fia II. István még visszafoglalta Biogradot, Šibeniket, Trogirt és Splitet, de Domenico Michieli dózse már a következő évben újra uralma alá vonta ezeket a területeket. Ennek a hadjáratnak a során a velenceiek barbár módon rombolták le a korábbi horvát királyi fővárost Biogradot, amely rombolást a város ezután már többé nem tudta kiheverni. Ekkor rombolták le a biogradi Szent János kolostort is. A biogradi bencések ezt követően székhelyüket a Pašman-szigetre, a mai Tkontól két kilométerre északnyugatra fekvő, mintegy 90 méter magas Ćokovac nevű magaslatra tették át, ahol hamarosan felépítették a Szent Kozma és Damján vértanúk tiszteletére szentelt templomukat. Ćokovac egyúttal a Pašmani-csatorna feletti stratégiai jelentőségű pont is volt, ezért kolostorának falait különösen megerősítették és fontos partmenti erődként, illetve őrhelyként is szolgált. A velencei uralom ellenére a bencések megőrizték horvát identitásukat. 1202-ben amikor a velenceiek és a keresztesek elfoglalták Zára várát számos zárai menekültet fogadtak be falaik közé.
A 14. században amikor Nagy Lajos király nagy erőket fordított Dalmáciának a velenceiektől történő visszaszerzésére jelentős szerepet játszott Lajos támogatásában a harcias Zárával szemben. Ezt megbosszulva 1345-ben a velenceiek elfoglalták és a földig rombolták a kolostort templomával együtt. 1358-ban azonban Velence vereséget szenvedett és a zárai békében Lajos király újra visszaszerezte a teljes tengermelléket a Kvarnertől egészen a déli Dračéig. A király segítségével a bencések is visszakapták tkoni birtokukat, melyet VI. Ince pápa is megerősített. Nemsokára mindent újjáépítettek amit Velence lerombolt. A magyar uralom azonban csak ötven évig tartott, mert 1409-ben a magyar trónkövetelő Nápolyi László 100 000 dukátért eladta az akkor birtokában volt Zárát, Novigradot, Vránát és Pagot Velencének és velük együtt Pašman is évszázadokra velencei uralom alá került. A sziget a zárai érsekség, zárai kolostorok és nemesek birtoka lett. A 16. században felerősödtek a tengermelléket érő török támadások, melyek elől sokat itt kerestek menedéket. 1538-ban elesett Vrána, ezzel a török veszély már közvetlen közelségbe került. 1570-ben a török felégette Tkon termésének egy részét és Pašman faluból is többeket hurcoltak rabságba. A kandiai háború során is többször támadták török hadak és ezekhez kapcsolódóan többször pusztította pestis is. A 18. század végén Napóleon megszüntette a Velencei Köztársaságot. 1797 és 1805 között Habsburg uralom alá került, majd az egész Dalmáciával együtt az Első Francia Császárság része lett. 1815-ben a bécsi kongresszus újra Ausztriának adta, amely a Dalmát Királyság részeként Zárából igazgatta 1918-ig. A településnek 1857-ben 667, 1910-ben 665 lakosa volt. Az első világháborút követően előbb a Szerb-Horvát-Szlovén Királyság, majd Jugoszlávia része lett. Az 1970-es évektől a több munkalehetőség miatt több fiatal költözött a nagyobb városokba és vándorolt ki az Egyesült Államokban és Ausztráliában is. A falunak 2011-ben 392 lakosa volt, akik hagyományosan mezőgazdasággal, halászattal foglalkoznak. Ezek mellett egyre inkább fejlődik a turizmus is.

## Lakosság
| Lakosság változása | Lakosság változása | Lakosság változása | Lakosság változása | Lakosság változása | Lakosság változása | Lakosság változása | Lakosság változása | Lakosság változása | Lakosság változása | Lakosság változása | Lakosság változása | Lakosság változása | Lakosság változása | Lakosság változása | Lakosság változása |
| ------------------ | ------------------ | ------------------ | ------------------ | ------------------ | ------------------ | ------------------ | ------------------ | ------------------ | ------------------ | ------------------ | ------------------ | ------------------ | ------------------ | ------------------ | ------------------ |
| 1857               | 1869               | 1880               | 1890               | 1900               | 1910               | 1921               | 1931               | 1948               | 1953               | 1961               | 1971               | 1981               | 1991               | 2001               | 2011               |
| 667                | 727                | 521                | 559                | 599                | 665                | 1.001              | 733                | 745                | 737                | 637                | 603                | 462                | 452                | 383                | 392                |

## Nevezetességei
- A Kisboldogasszony tiszteletére szentelt plébániatemplomát már a kora középkorban említik. A 19. században élt zárai történész Carlo Bianchi szerint már 429-ben említik Fosco zárai polgár végrendeletében, annak birtokai között. A hagyomány szerint az első templom a mai templom szentélye helyén állt és 806. augusztus 7-én szentelte fel Donát zárai püspök. A templomot később bővítették és átépítették. A mai templomot 1885-ben építették és ez év augusztus 9-én szentelte fel Petar Dujam Maupas zárai érsek a Kisboldogasszony tiszteletére. Erről feliratos kőtábla emlékezik meg a keresztelőmedence mellett. A templomnak öt oltára van. A főoltár képén a fiatal Szűz Mária látható az apostolok, valamint Szent Cirill és Szent Metód társaságában. A templom hátsó részén még két oltár látható, Mate Celestin Medović egyházi festőművész alkotásai. Az egyik Szent Péter és Pál apostolokat, a másik Keresztelő Szent Jánost és Szent Simont ábrázolja a gyermek Jézussal (Jézus bemutatása a templomban), mindkettő vászonra festett olajkép. Dubrovnikban készültek 1893-94-ben. A templom bal oldalá található oltár Jézus Szíve az ezt ábrázoló gipsz szoborral, míg a jobb oldalon a Szeplőtelen fogantatás látható Szűz Mária gipsz szobrával. A templom belső festése a Szentírás motívumait ábrázolja, Mladen Plečak és Mate Matulić festők alkotása 1930-ból. Berendezésének tárgyai között néhány ezüstözött gyertyatartó és körmeneti kereszt található.[7]
- Otus nevű településrészén található a Szent Antal templom néhány világi épület romjaival. Otus elsősorban régi, a 14. és 15. század fordulóján, egy Venturin nevű gazdag zárai polgár által épített nyári kastélyáról nevezetes. Venturin a sziget nagy szerelmese volt és már korábban is rendelkezett itt földbirtokkal. 1399 nyara előtt nagyobb területet vásárolt itt és egy nagy méretű nyári rezidencia építésébe kezdett. Az építés a 15. század első éveiben fejeződött be a Szent Antal templom felépítésével, ahova a szent ünnepén ma is minden évben elzarándokolnak a sziget lakói. Az épületegyüttesből mára csak a templom maradt fenn, a többi épületnek csak a romjai láthatók. A nyári kastély a „Kaštelin“ épülete régen a kalóztámadások elleni menedékül is szolgált. A másik romos épület az ún. „Arsenal“ egykori funkciója már nem ismert.[7]
- Szent Rókus tiszteletére szentelt temploma Mali Pašmanon áll. 1631-ben a pestis pusztítása után épült fogadalomból.[7] A templom egyhajós, hosszúkás épület, keleti oldalán félköríves apszissal. Faragott kövekből épült, fából készült tetővel, cserép borítással. Az apszis félkupolával van fedve mely, kőlapokkal van burkolva. A templomot fogadalmi kápolnának építették 1631-ben, a falut sújtó pestisjárvány nyomán. A későbbi átépítésekkel megemelték, de alaprajza a Zára környékén szétszórtan álló kis középkori templomokkal rokon.
- A falu közepén a plébánia közelében áll a Szent Márk templom. Építési ideje nem ismert, 1997-ben újították fel.[7]
- A Pašmantól északra fekvő Ričul-szigetecske teljes területét a vaskorban erődített település borította. A település sáncai ma a part mentén helyezkednek el, az emelkedő tengerszint miatt, amely ma 2–3 m-rel magasabb, mint a vaskorban. Abban az időben a szigetet egy töltés kötötte össze a szárazfölddel, amelynek maradványai most a tenger alatt vannak, 1,5–3 m mélységben. A sziget északkeleti oldalán vaskori urnát találtak. Ez alapján feltételezik, hogy a sziget azon oldalán lehet a vaskori település nekropolisza. A sziget déli oldalán található egy kis barlang, amelynek aljzatán vaskori maradványok találhatók.[8]